# Healey Elliott
Healey Elliott och Westland är en personbil, tillverkad av den brittiska biltillverkaren Donald Healey Motor Company mellan 1946 och 1950. Därefter tillverkades de uppdaterade Healey Tickford och Abbott fram till 1954.

## Bakgrund
Donald Healey gjorde sig ett namn som rallyförare, med segern i Monte Carlo-rallyt 1931 som kronan på verket. Samma år tog han anställning hos Riley för att några år senare gå vidare till Triumph som chefskonstruktör. Sedan Triumph gått i konkurs 1939 försökte Healey köpa företaget men förlorade mot Standard Motor Company. Healey beslutade då att tillsammans med några affärspartners starta egen biltillverkning.

## Healey Elliott och Westland (1946-50)
Healey presenterade sina första modeller 1946: den täckta Elliott och den öppna Westland. Modellerna benämndes efter karosstillverkaren. Bilen hade skruvfjädrar runt om med individuell hjulupphängning fram och stel bakaxel samt hydrauliska bromsar. Motorn hämtades från Riley RMB. Med en toppfart på 164 km/h var det den snabbaste standardbilen på marknaden.

## Healey Silverstone (1949-50)
1949 introducerades den sportiga Silverstone. Med sin rudimentära kaross med bland annat stänkskärmar av cykeltyp och nedfällbar vindruta var den avsedd för att användas bland annat för klubb- och backtävlingar.

## Healey Tickford och Abbott (1951-54)
Från 1951 bytte Healey leverantörer för sina karosser. Den täckta Tickford och den öppna Abbott var även de benämnda efter tillverkaren.

## Bilder

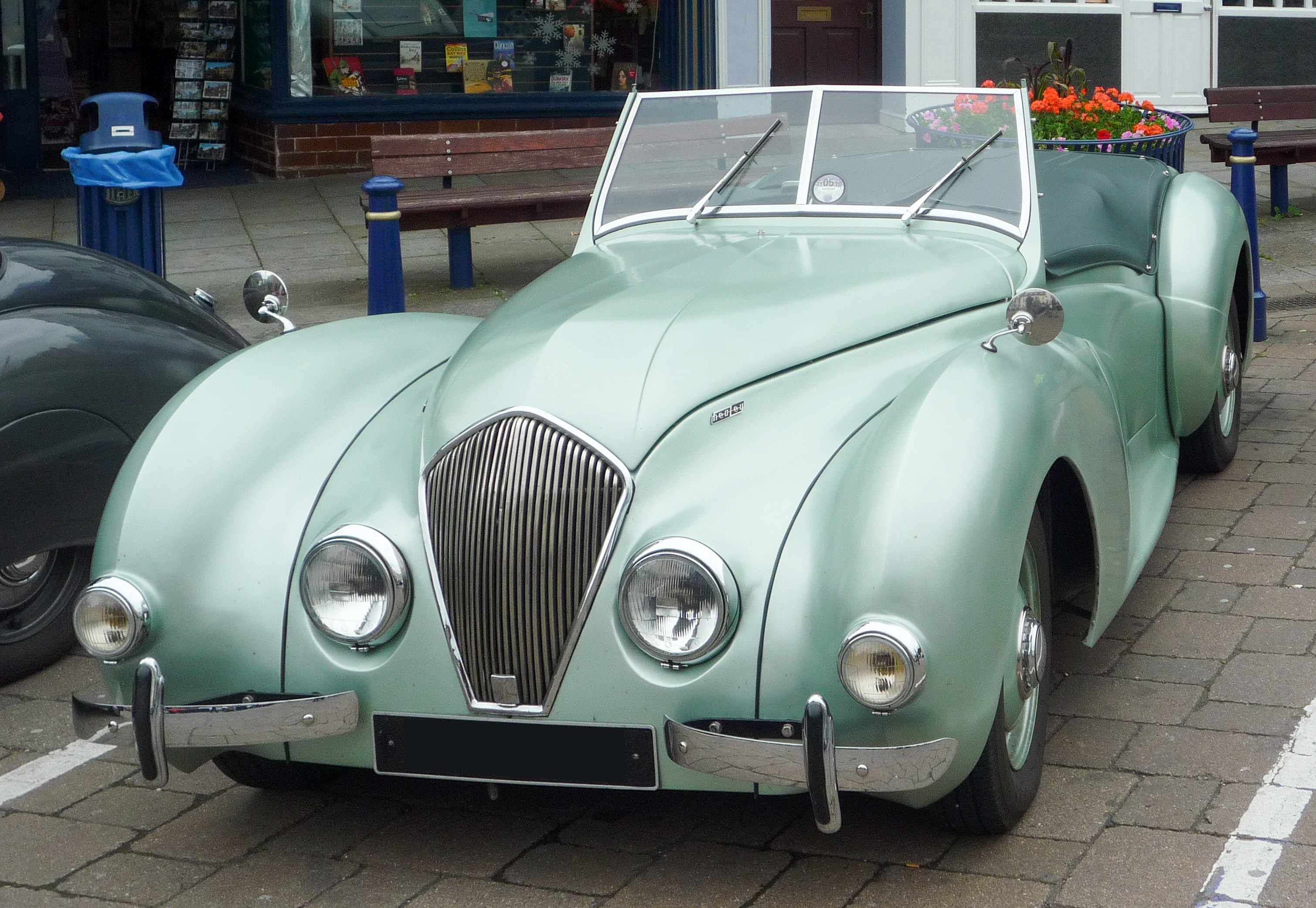
Healey Westland
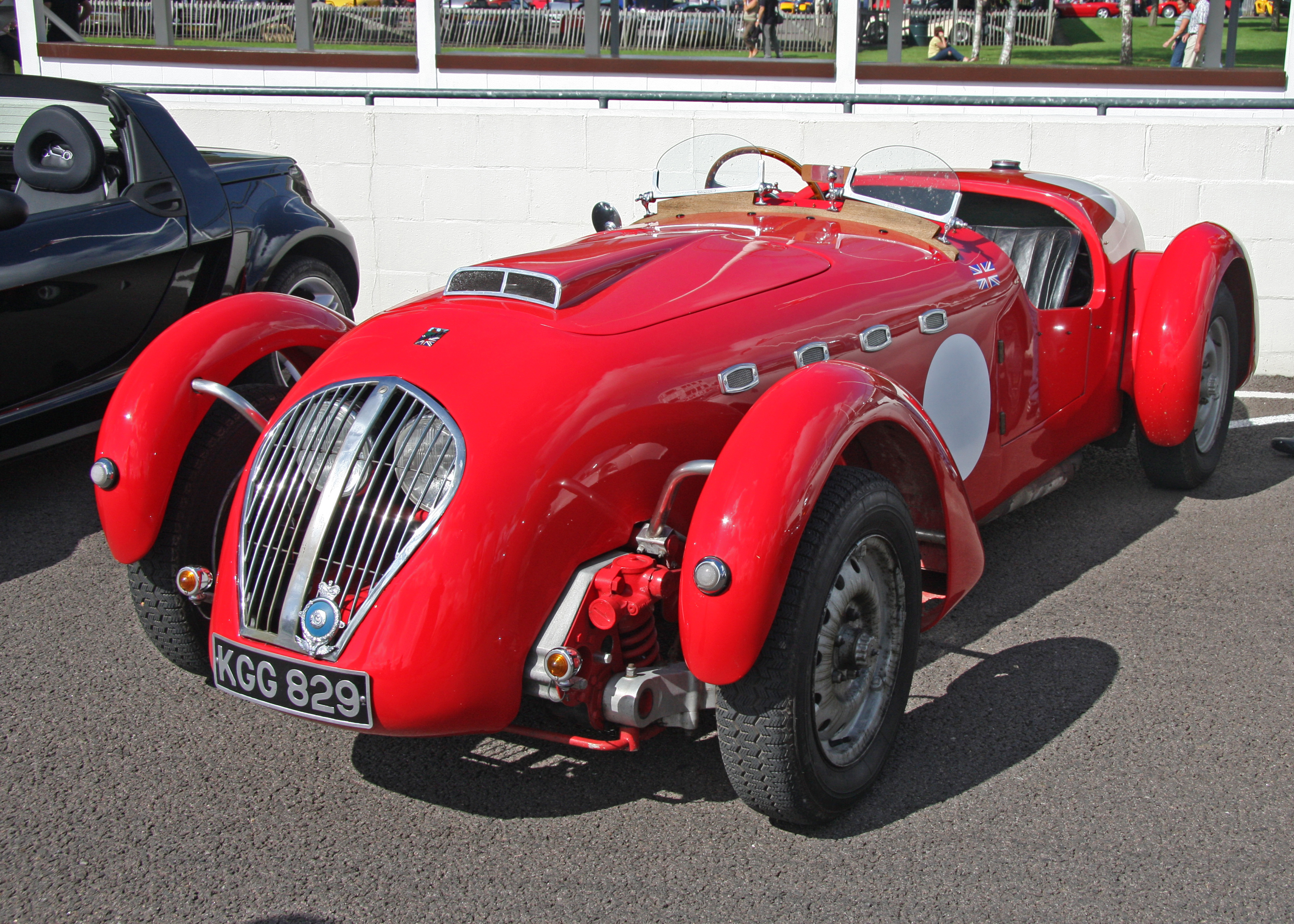
Healey Silverstone
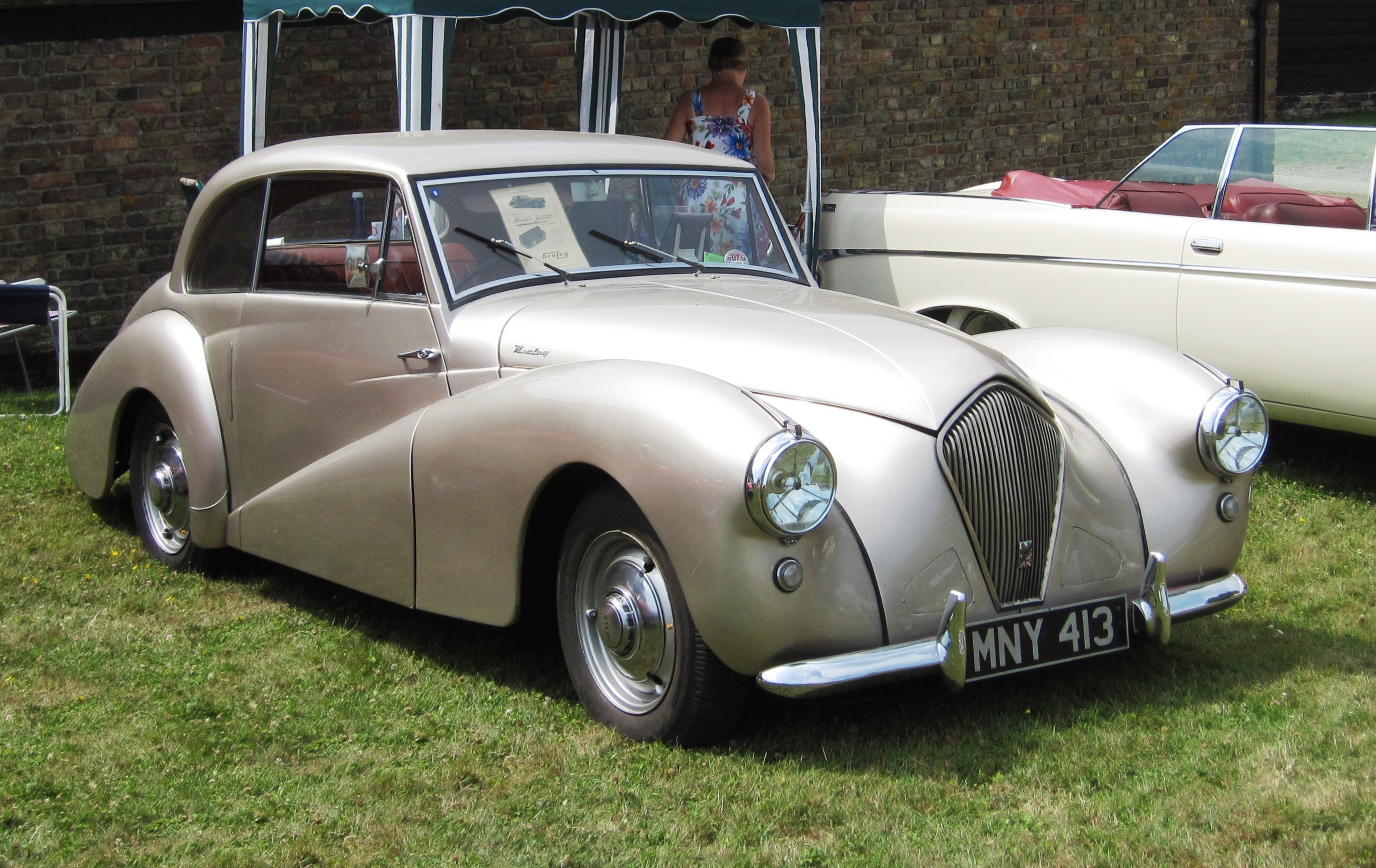
Healey Tickford
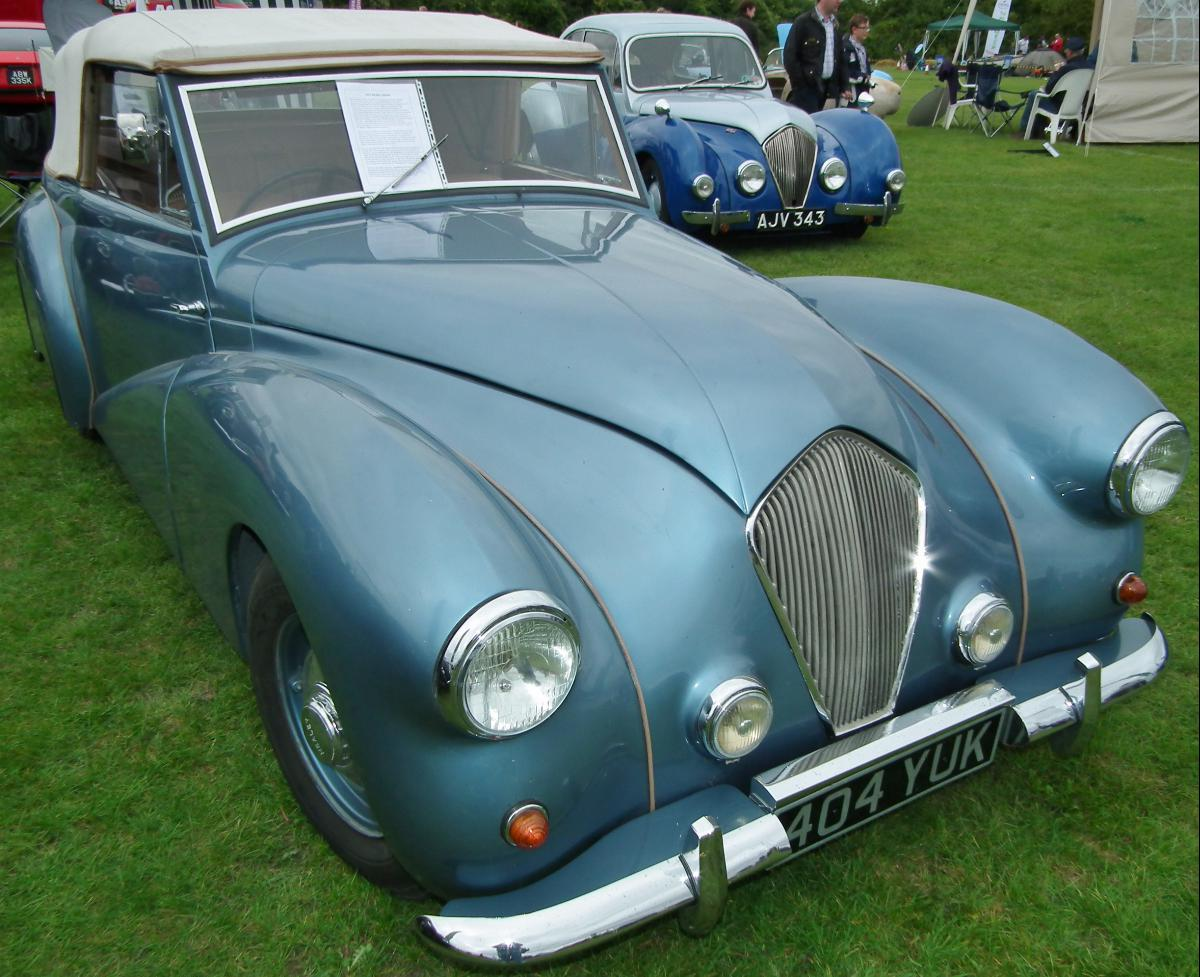
Healey Abbott